# 諾阿瓜 (新墨西哥州)
諾阿瓜（英語：No Agua）是位於美國新墨西哥州陶斯縣的非建制地區。

## 地理
諾阿瓜所處的海拔為高於海平面2493米（即8179英呎），而該地所採用的時區為UTC-7，即北美山地时区（MST）。同時該地設有夏令時間，為UTC-7調快一小時，即UTC-6（MDT）。